# Keleti kabasólyom
A keleti kabasólyom (Falco severus) a madarak osztályának sólyomalakúak (Falconiformes) rendjéhez, azon belül  a sólyomfélék (Falconidae) családjához tartozó faj.

## Előfordulása
Bhután, Kambodzsa, Kína, India, Indonézia, Laosz, Mianmar, Nepál, Pápua Új-Guinea, a Fülöp-szigetek, a Salamon-szigetek, Thaiföld és Vietnám területén honos.

## Alfajai
- Falco severus papuanus
- Falco severus severus

## Megjelenése
Testhossza 27-30 centiméter.